# Rond-point du Bleuet-de-France
Le rond-point du Bleuet de France est une place du 7e arrondissement de Paris, capitale de la France.

## Situation et accès
Le rond-point du Bleuet de France, situé sur le terre-plein de la place des Invalides devant l'hôtel des Invalides, relie l'avenue du Maréchal Gallieni à la rue de Grenelle.

## Origine du nom

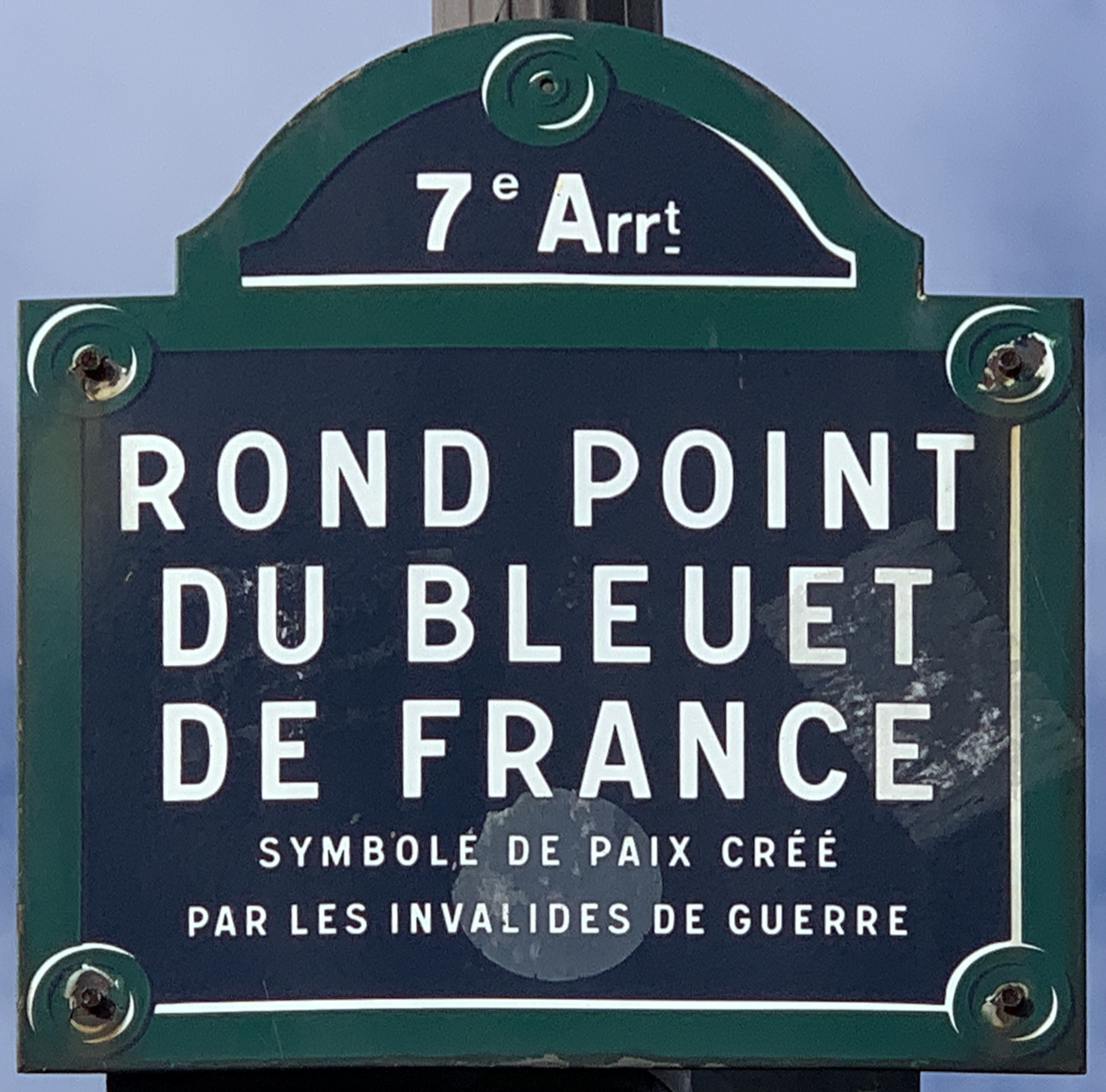
Plaque du rond-point.

L'appellation de ce rond-point remonte à un arrêté municipal du 27 août 1998. 
Il doit son nom au Bleuet de France, une œuvre créée durant la première guerre mondiale qui vient encore aujourd'hui en aide aux anciens combattants, veuves de guerre, pupilles de la Nation, soldats blessés en opération de maintien de la paix et aux victimes du terrorisme.

## Historique
Le rond-point du Bleuet de France est inauguré en 1999.
En 2018, l'Office national des anciens combattants fait appel à l'artiste Crey 132 pour réaliser une fresque ovale aux couleurs du Bleuet de France sur le rond-point, à l'occasion du centenaire de l'armistice de la Première Guerre mondiale.

## Bâtiments remarquables et lieux de mémoire
- Hôtel des Invalides.